# アンナ＝リサ・エリクソン
アンナ＝リサ・エリクソン（Anna-Lisa Eriksson、1928年6月21日 - 2012年5月26日）は、スウェーデン、ヴェステルノールランド県セロンイェル出身のクロスカントリースキー選手。1950年代に活躍した。
1954年ノルディックスキー世界選手権3×5kmリレー で銅メダルを獲得、1956年コルチナ・ダンペッツオオリンピックでは10km13位、3×5kmリレー で銅メダルを獲得した。1957年のホルメンコーレンスキー大会10kmで優勝している。